# Mike Hopkins
Michael Alexander „Mike” Hopkins, (ur. 12 sierpnia 1959 w Wellington, zm. 30 grudnia 2012 w Waiohine River) – nowozelandzki montażysta dźwięku. Laureat dwóch nagród Oscara, za najlepszy montaż dźwięku do filmów Władca Pierścieni: Dwie wieże w 2002 oraz King Kong w 2005.